# Marta Lynch
Marta Lynch là bút danh của Marta Lía Frigerio (Buenos Aires, 8 tháng 3 năm 1925 - 8 tháng 10 năm 1985), một nhà văn nữ người Argentina. Bà đã viết bảy tiểu thuyết và chín tuyển tập văn xuôi ngắn.

## Đời sống
Sinh ra ở Buenos Aires, bà học ngành triết học tại Đại học Buenos Aires. Bà kết hôn với một luật sư, Juan Manuel Lynch, hai người có hai con. Bà thuộc về một nhóm các nhà văn người Argentina nữ vào những năm 50 và 60 (như Silvina Bullrich, Beatriz Guido, Sara Gallardo Sara Gallardo, vv). Họ đã viết nhiều người bán chạy nhất và cả hai đều nổi tiếng và gây tranh cãi trong thời gian đó. Alberto Girri đã mô tả Lynch là một nhà văn "ít độc đáo trong chúng ta, vì động lực và sự khéo léo và sự kết hợp với các nhân vật văn học của chúng tôi như bà Ordóñez hay Colorado Villanueva, có lẽ là nguyên mẫu của phương tiện viết văn của chúng tôi."
Bà tốt nghiệp với bằng văn học tại Khoa Triết học và Thư của Buenos Aires. Bà đã giảng dạy ở châu Âu và khắp châu Mỹ (Mexico, Cuba, Paraguay, Chile, Uruguay) và hợp tác với La Nación. Bà được tuyên bố là một trong mười người kể chuyện Nam Mỹ hay nhất.

## Hoạt động chính trị
Vào tháng 11 năm 1972, Lynch đã đi trên chuyến tàu về nước cùng với Juan Perón. Các lập trường chính trị của bà thay đổi trong suốt cuộc đời bà.

## Cái chết
Bà đã sợ hãi những ảnh hưởng của lão hóa cả trên cơ thể và trong tâm trí. Năm 1985, sau một cuộc chiến dài với trầm cảm, bà đã tự tử ở Buenos Aires.